# 太壸寺大殿
太壸寺大殿位于中国陕西省咸阳市泾阳县泾干街道二条街，已列为陕西省文物保护单位。

## 保护
2003年9月24日，太壸寺大殿公布为第四批陕西省文物保护单位，编号4-3-10。